# Gouvernement Matekane
Monarchie du Lesotho
Moeketsi Majoro 
Le gouvernement Matekane est le gouvernement de la Monarchie du Lesotho depuis le 4 novembre 2022, sous la 11e législature de l'Assemblée nationale.
Il est dirigé par Sam Matekane, après la victoire du RFP, manquant de peu la majorité à l'Assemblée lors des élections d'octobre 2022, le gouvernement est en coalition avec les partis AD et MEC pour obtenir la majorité absolue de 61 sièges.

## Contexte
À l'issue des élections d'octobre 2022, le parti de la Révolution pour la prospérité, formé tout en récemment en mars 2022 par Sam Matekane, un homme d'affaires ayant fait fortune dans l'industrie du diamant, remporte 56 des 120 sièges à l'Assemblée nationale à la surprise générale.
le RFP avait fait campagne sur le thème de la lutte contre la corruption et le népotisme afin de développer l'économie, des positions qui le font qualifier de « populiste » par les médias,.

### Coalition
Néanmoins, le parti RFP arrive en tête de l'élection mais n'est pas majoritaire à l'Assemblée. Le 11 octobre, Sam Matekane annonce la formation d'une coalition de gouvernement avec deux autres partis, l'Alliance des démocrates et le Mouvement pour un changement économique, qui ont remporté respectivement 5 et 4 sièges

## Historique

### Formation
Le 28 octobre, Sam Matekane est officiellement investi en tant que Premier ministre par le Roi Letsie III, succédant à Moeketsi Majoro. Dans son discours, celui-ci de rendre sa "grandeur" au Lesotho, le pays devant faire face à une crise politique et économique depuis plusieurs années. Il a notamment promis de mettre un terme à la corruption et réformer le service public pour le rendre plus efficace.
Le 4 novembre, c'est-à-dire moins d'un mois après les élections, le gouvernement est officiellement nommé et annoncé par le Premier ministre.
Comme annoncé la veille dans la presse, le gouvernement est composé du cercle des très proches de l'homme d'affaires Sam Matekane, ainsi qu'un seul portefeuille réservé aux deux autres partis membres de la coalition AD et MEC.
Ce cercle proche autour de Sam Matekane est notamment composé de la nouvelle Vice-Première ministre Nthomeng Majara, le ministre de l'Information Nthati Moorosi, le ministre des Affaires étrangères Lejone Mpotjoane, le ministre de l'Agriculture Thabo Mofosi.

## Composition
| Poste                                                                                            | Titulaire | Titulaire                | Parti  |
| ------------------------------------------------------------------------------------------------ | --------- | ------------------------ | ------ |
| Premier ministre Ministre de la Défense                                                          |           | Sam Matekane             | RFP    |
| Vice-Première ministre Ministre du Droit, la Justice et des Affaires parlementaires              |           | Nthomeng Majara          | RFP    |
| Ministre de la Santé                                                                             |           | Selibe Mochoboroane (en) | MEC    |
| Ministre de l'Éducation et de la Formation                                                       |           | Ntoi Rapapa (en)         | AD     |
| Ministre de l'Information, la Science, la Technologie et l'Innovation                            |           | Nthati Moorosi           | RFP    |
| Ministre des Finances                                                                            |           | Retšelisitsoe Matlanyane | RFP    |
| Ministre du Commerce, de l'Industrie, de l'Investissement et du Tourisme                         |           | Mokhethi Shelile         | RFP    |
| Ministre de l'Administration locale, des affaires des chefferies, de l'Intérieur et de la Police |           | Lebona Lephema           | RFP    |
| Ministre des Affaires étrangères et des Relations internationales                                |           | Lejone Mpotjoane         | RFP    |
| Ministre de l'Agriculture, de la Sécurité alimentaire et de la Nutrition                         |           | Thabo Mofosi             | RFP    |
| Ministre des Ressources naturelles                                                               |           | Mohlomi Moleko           | RFP    |
| Ministre du Genre, de la Jeunesse et du Développement social                                     |           | Pitso Lesaoana           | RFP    |
| Ministre des Travaux publics et des Transports                                                   |           | Neo Matjato              | Indép. |
| Ministre de la Fonction publique, du Travail et de l'Emploi                                      |           | Richard Ramoeletsi       | RFP    |
| Ministre sans portefeuille auprès du Premier ministre                                            |           | Limpho Tau               | RFP    |